# EXOSC9
EXOSC9 (англ. Exosome component 9) – білок, який кодується однойменним геном, розташованим у людей на короткому плечі 4-ї хромосоми.  Довжина поліпептидного ланцюга білка становить 439 амінокислот, а молекулярна маса — 48 949.
| 10         |  | 20         |  | 30         |  | 40         |  | 50         |
| ---------- |  | ---------- |  | ---------- |  | ---------- |  | ---------- |
| MKETPLSNCE |  | RRFLLRAIEE |  | KKRLDGRQTY |  | DYRNIRISFG |  | TDYGCCIVEL |
| GKTRVLGQVS |  | CELVSPKLNR |  | ATEGILFFNL |  | ELSQMAAPAF |  | EPGRQSDLLV |
| KLNRLMERCL |  | RNSKCIDTES |  | LCVVAGEKVW |  | QIRVDLHLLN |  | HDGNIIDAAS |
| IAAIVALCHF |  | RRPDVSVQGD |  | EVTLYTPEER |  | DPVPLSIHHM |  | PICVSFAFFQ |
| QGTYLLVDPN |  | EREERVMDGL |  | LVIAMNKHRE |  | ICTIQSSGGI |  | MLLKDQVLRC |
| SKIAGVKVAE |  | ITELILKALE |  | NDQKVRKEGG |  | KFGFAESIAN |  | QRITAFKMEK |
| APIDTSDVEE |  | KAEEIIAEAE |  | PPSEVVSTPV |  | LWTPGTAQIG |  | EGVENSWGDL |
| EDSEKEDDEG |  | GGDQAIILDG |  | IKMDTGVEVS |  | DIGSQDAPII |  | LSDSEEEEMI |
| ILEPDKNPKK |  | IRTQTTSAKQ |  | EKAPSKKPVK |  | RRKKKRAAN  |  |            |

A: Аланін

C: Цистеїн

D: Аспарагінова кислота

E: Глутамінова кислота

F: Фенілаланін

G: Гліцин

H: Гістидин

I: Ізолейцин

K: Лізин

L: Лейцин

M: Метіонін

N: Аспарагін

P: Пролін

Q: Глутамін

R: Аргінін

S: Серин

T: Треонін

V: Валін

W: Триптофан

Кодований геном білок за функцією належить до фосфопротеїнів. 
Задіяний у таких біологічних процесах як процесинг рРНК, поліморфізм, ацетиляція, альтернативний сплайсинг. 
Білок має сайт для зв'язування з РНК. 
Локалізований у цитоплазмі, ядрі, екзосомі.